# Крейг Армстронг
Крейг Армстронг (на английски: Craig Armstrong) е шотландски музикант и композитор в областта на класическа, оркестрова, електронна и филмова музика.
За работата си като композитор на филмова музика във филмите Ромео и Жулиета (1996) и Мулен Руж (2001) е удостоен с две награди BAFTA в категория „най-добра музика към филм“, както и с награда Грами за най-добра оригинална филмова музика във филма Рей (2004).
Крейг Армстронг започва музикалната си кариера през 80-те години със създаване на класически композиции. По-късно той издава три солови албума, участва като пианист в групата The Dolls, работи в сътрудничество с известни музиканти като U2, Мадона, Лучано Павароти, Бьорк и Тина Търнър, а през 2007 г. написва първата си опера.
Крейг Армстронг е работил над музиката в редица филми, най-известните от които са Ромео и Жулиета (1996), Мулен Руж (2001), Целувката на дракона (2001), Наистина любов (2003), Рей (2004), Световен търговски център (2006), Невероятният Хълк (2008), Великият Гетсби (2013).
Характерното за музикалния му стил са електронни звуци, наподобяващи класически инструменти (пиано и струнни инструменти), както и класически аранжименти.